# Donbass Palace
Le Donbass Palace est un hôtel cinq étoiles situé au cœur de la ville de Donetsk, au numéro 80 de la rue Artiom qui donne place Lénine.

## Historique
Le bâtiment original est construit en 1938. Lors de l'occupation de Donetsk par l'Allemagne nazie pendant la Seconde Guerre mondiale, le Donbass Palace était le siège de la Gestapo. Il est partiellement détruit pendant la guerre, puis reconstruit entre 1947 et 1949.
En 2001, l'ancien hôtel est entièrement détruit pour construire l'édifice actuel, qui s'inspire en grande partie de l'architecture de l'ancien édifice et est inscrit sur le Registre national des monuments d'Ukraine sous le numéro : 14-101-0264.

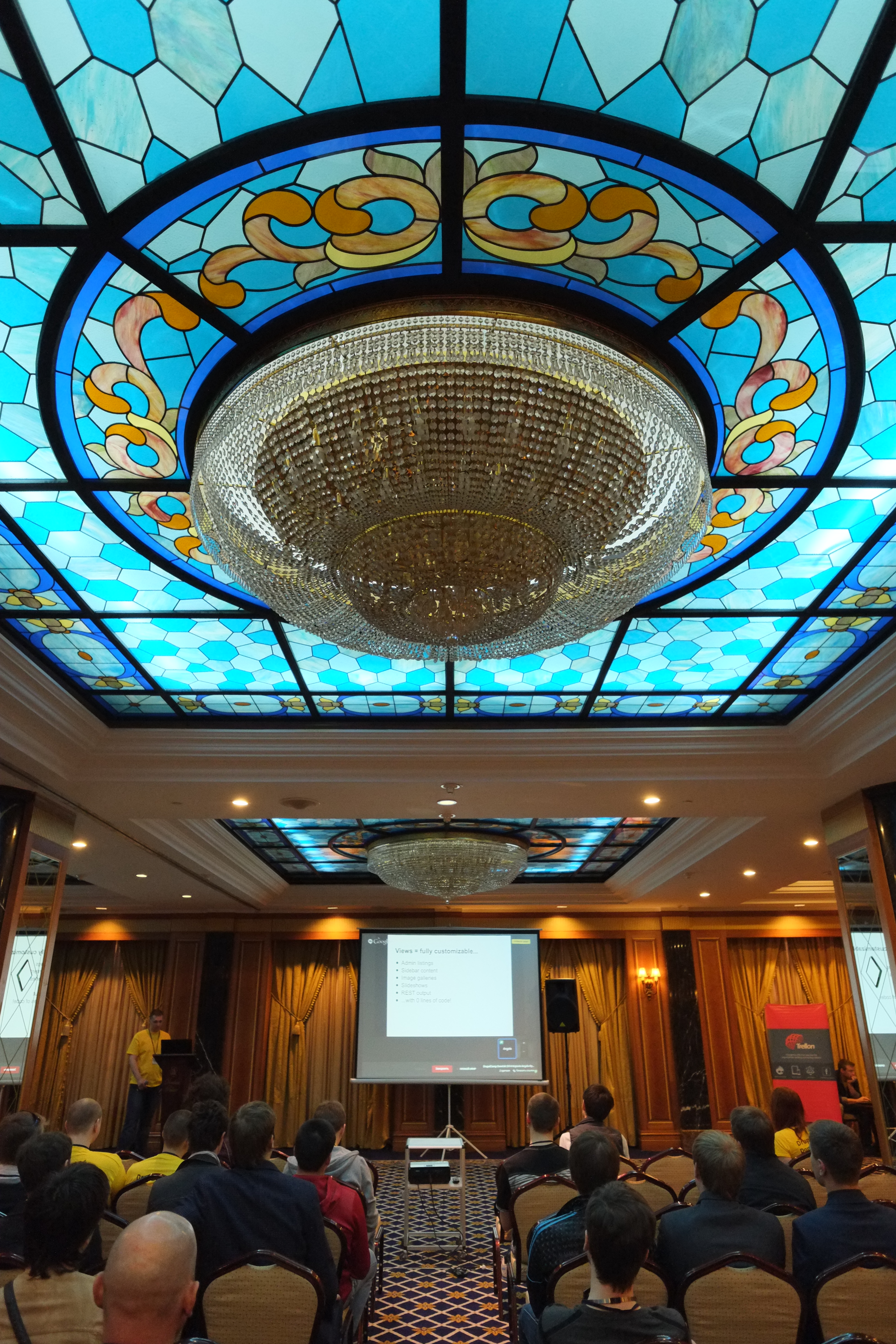
Intérieur
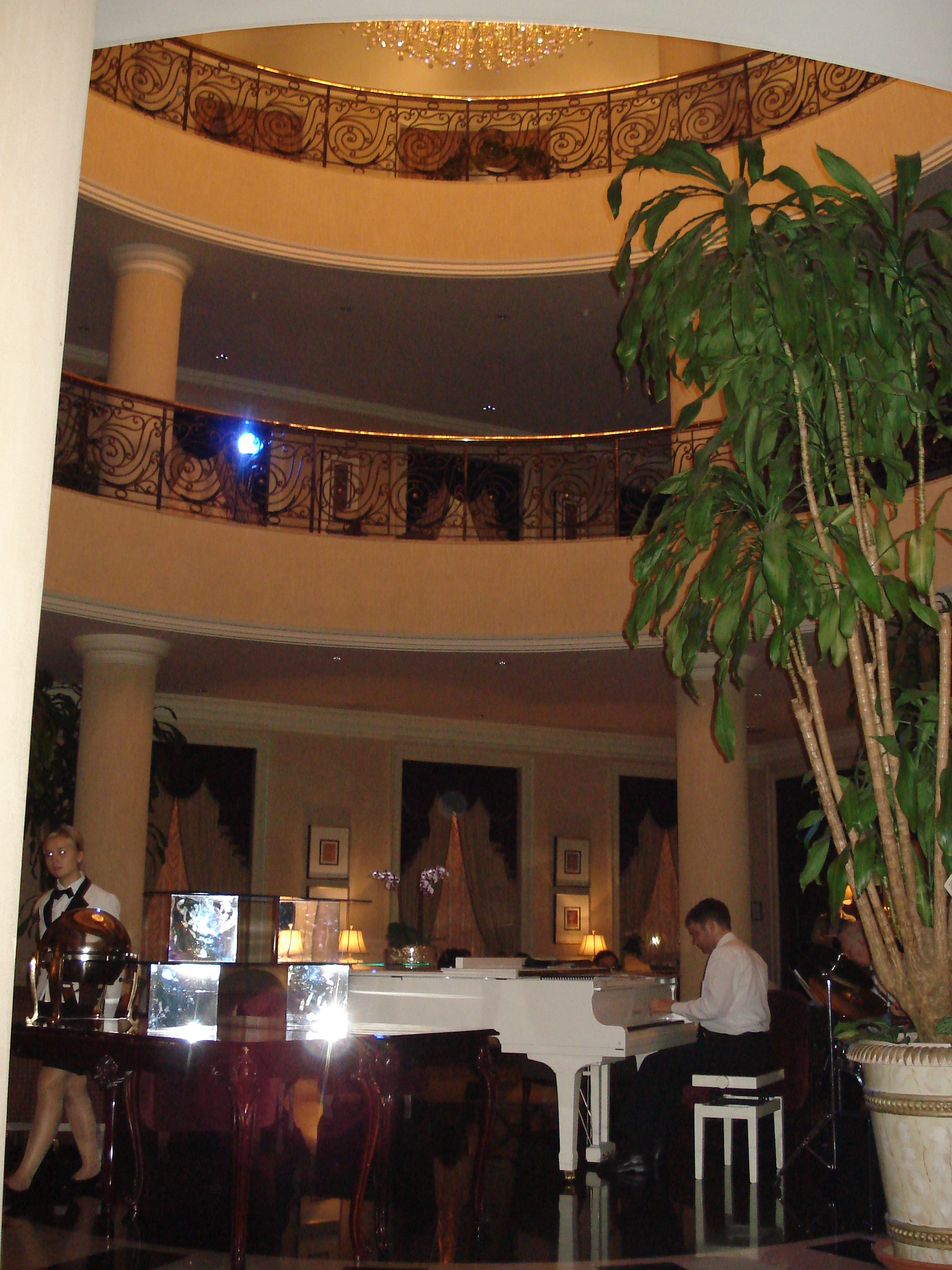
en images.